# 曾根俊虎
曾根俊虎（そね としとら、1847年11月13日〈弘化4年10月6日〉 - 1910年〈明治43年〉5月30日），號暗雲，中文名曾嘯雲。幼名小太郎。大日本帝國海軍大尉，首任臺東撫墾署署長，初代中國通，日本亞細亞主義倡議者，以日本興亞會創始人為世人熟知。

## 生平
生於出羽國米澤城，為米澤藩知名儒學家曽根敬一郎之子，自幼在藩學興讓館學習。戊辰戰爭期間因米澤藩加入奧羽越列藩同盟對抗新政府軍，父親在參與北越戰爭戰死。曾根受到同藩維新志士雲井龍雄影響，前往江戸慶應義塾就學，投身福澤諭吉・吉田賢輔等洋學。廣澤真臣暗殺事件中遭受牽連遭逮捕，在勝海舟、副島種臣、西郷隆盛等人支援下釋放，並加入海軍。
1872年，以武官身分隨日本特命全権大使、外務卿副島種臣到清帝國北京協議中日修好條規。此行並出版《北支那紀行》，紀錄清帝國華北的情形，成為「支那通」，知名情報作家。1874年以海軍大尉身分參與牧丹社事件出兵，並在1876年再次赴上海擔任海軍武官，期間認識張滋昉，並向其學習北京官話。

### 興亞會
1879年返國後，先是參與振亞社，並創立支那語學校。1880年在長岡護美等人、創設興亞會。

### 台灣任職
1896年

### 晚年
1896年自臺東撫墾署離職後，成為大陸浪人，開始在清帝國、東南亞及日本等地活動。
1897年認識宮崎滔天，並將之介紹給興中會陳少白及孫文認識，促成宮崎滔天參與興中會的革命事業。
1900年興亞會被併入東亞同文會後，逐漸淡出公眾視角。1910年5月30日因動脈瘤去世。

## 著作
- 《北支那紀行》
- 《清国近世乱誌》東京・加藤九郎、1879年11月。
- 《清国各港便覧》海軍軍務局、1882年3月。
- 《清国漫遊誌》東京・績文舎、1883年2月。
- 《法越交兵記》東京・報行社、1886年11月。
- 《日本外戦史》東京・八尾書店、1895年7月。
- 《露清の将来》東京・明石順吉、1896年9月。
- 《俄国暴状誌》東京・楽善堂書房、1904年9月。